# Acanthoctenus
Acanthoctenus là một chi nhện trong họ Ctenidae.